# Rivière Nauyok
La rivière Nauyok est affluent du littoral sud du détroit d'Hudson. La rivière Nauyok coule vers le nord dans le territoire non-organisé de la Baie-d'Hudson, dans la péninsule d'Ungava, dans la région administrative du Nord-du-Québec, au Québec, au Canada.

## Géographie
Les bassins versants voisins de la rivière Nauyok sont :
- côté nord : détroit d'Hudson ;
- côté est : rivière Appaajuit, rivière Durouvray ;
- côté sud : rivière Naujaat ;
- côté ouest : baie d'Hudson.

La rivière Nauyok prend sa source d'un petit lac sans nom (altitude : 304 m). Ce dernier s'approvisionne par :
- la rivière Appaajuit (longueur : 3,8 km dans le sens est-ouest) qui prend sa source d'un lac sans nom (altitude : 350 m). En descendant vers l'ouest, cette petite rivière traverse cinq lacs ;
- la décharge d'un lac sans nom (altitude : 319 m).

À partir de ce lac de tête que le courant provenant de la rivière Appaajuit traverse sur 2,7 km vers le nord-ouest, la rivière Nauyok coule sur 5,7 km vers le nord pour se déverser au fond de l'anse Appaluit, sur le littoral sud du détroit d'Hudson. La pointe Issusijuaq garde le côté nord de l'entrée de cette anse.
L'embouchure de la rivière Nauyok est située à 9,8 km au nord de l'embouchure de la rivière Naujaat qui se déverse dans la baie Naujaat, à 23,3 km au nord de l'embouchure de la rivière Narruniup Kuunga et 23,6 km au nord de l'embouchure de la rivière Narrunarluarutaq. La distance est de 11,7 km entre la baie Naujaat et l'anse Appaluit.

## Toponymie
Le toponyme rivière Nauyok a été officialisé le 5 décembre 1968 à la Commission de toponymie du Québec.